# Рудно благо Космета
На територији Космета чија је површина  10.887 km² налазе се релативно бројне минералне сировине, међу којим по значају доминира лигнит. Нешто већи значај имају такође руде олова и цинка релативног комплексног састава, затим различити неметали, међу којима се истиче магнезит. У претеривању се иде тако далеко да се Космет проглашава земљом дијаманата и другог драгог камења, платине, нафте и других бројних сировина.

## Угаљ
Укупне геолошке резерве угља на Космету су 12-14 милијарди тона. То је меки мрки угаљ, тзв. лигнит, чији је средњи топлотни ефекат при сагоревању испод 8 МЈ/кг. Средњи садржај влаге је око 45%, садржај укупног сумпора око 1%, док је садржај пепела, ако се искључе прослојци јаловине дебљи од 1 метар, 10-25%. У 1991. години на Космету је добијано око 11%, док је Колубара давала 49% укупне производње угља у СФРЈ.

## Обојени метали
Највећи значај имају лежишта олова и цинка (Трепча - Стари Трг, Ајвалија-Кишница, Ново Брдо, и др.), али су садржаји олова и цинка релативно ниски (5—6% Олово+Цинк), што се компензује пратећим компонентама, као што су бизмут, кадмијум, сребро и др. Учешће резерви Космета у укупним резервама сребра, олова и цинка износи око 60%, али у осталом делу Републике Србије, у већини олово-цинкових лежишта (Кижевак, Благодат, Подвирови) садржај метала је виши, док је у другим лежиштима (Велики мајдан, Рудник) виши садржај пратећих компоненти, нарочито сребра које је по вредности најзначајнији метал. У свету, Европи, па чак и на Балкану постоји велики број лежишта олова и цинка с много пута већим резервама и садржајем олова и цинка преко 10% (Злетово у Македонији и др.). Интерес земаља чланица НАТО-а првенствено може бити повезан с коришћењем металуршких капацитета ("прљава технологија" у еколошком, али и у енергетском погледу), за чије би попуњавање били довожени концентрати из других земаља.
Лежишта боксита (Косовски рудници боксита и кречњака - Клина) су од минорног значаја због малих резерви и лошег квалитета (садржај гвожђа 2О3 30-38%) и не могу бити од интереса за земље чланице НАТО-а, већ су уско локалног значаја.
Руде феро-никла припадају изразито сиромашним концентрацијама никла, с просечним садржајима међу најнижим који се експлоатишу у свету. У Дреничком рејону (рудна поља Голеш и Доброшевци) налазе се најважнија лежишта силикатног никла Главица и Чикатово. Лежишта су највећим делом исцрпљена, а преостале су резерве за највише пет година експлоатације.

## Остали метали
Некад значајна лежишта руда хрома Ђаковичког (Дева, Бабај Бокс) и Ораховачког масива су одавно исцрпљена и преостале су ванбилансне резерве. Ипоред извесне перспективности ових масива, НАТО за њих не може имати већи интерес јер Албанија располаже великом сировинском базом и производним капацитетом ове руде.
Уз хромитске руде, у перидотитима Албаније недавно је пронађено економски интересантно лежиште платине, па би, по најгрубљој аналогији, ова сировина могла да се очекује и на Космету, али су то само груба процењивања.

## Неметали
Највећи значај од неметала свакако имају магнезити (лежишта Голеш и Беликамен), али и они су пре свега од значаја за СРЈ. Не може се говорити о већем значају ових лежишта за Европу и шире. На Космету се налазе још и мања лежишта глина, дијатомита, каолина, кварцногпеска, техничког и архитектонског грађевинског камена, цементних сировина, алунита, опала, зеолита, али је то све од ужег значаја.

## Реалност и претеривања
У научно-стручној литератури објављени су бројни радови који могу послужити за научно засновану, реалну и објективну оцену стварног значаја Косметскогминерално-сировинског богатства. На основу таквих аргументованих информација и података могуће је дати, по групама и врстама сировина, кратку, али реалну ипрецизну оцену минералних сировина Космета. Претходно би ваљало одговорити на питање зашто се претерује у оценама значаја укупног минерално-сировинског комплекса. У том погледу може сенавести више разлога:
Први је везан за богату историју косметског рударства, које је било развијено још у далекој прошлости, а достигло кулминацију, за укупне европске па и светске стандарде, у средњем веку. Треба само подсетити на чињеницу да је Ново брдо крајем 14. и почетком 15. века било један од највећих рударских центара у свету, да је то био и велики град, ноћу осветљен, много пре Лондона и других европских градова. Олово и сребро, а у једном периоду и злато, у великим количинама из косметских рудника отпремани су у Европу, о чему постоје писани подаци у Дубровачком и другим архивима.
Други разлог су значајне количине руде и метала добијене из рудника Трепча, у периоду између Првог и Другог светског рата. О каквом индустријском гиганту се ради говори податак да је реч о систему који је до деведесетих година 20. века обухватао 32 фабрике и 11 рудника, са више од 15.000 запослених радника. Производиле су се руде од олова и цинка до злата и сребра.
Трећи разлог је вероватно повезан с рудничко-топионичарском производњом у периоду прве 2-3 деценије после Другог светског рата, када су из Косметских рудника откопане и прерађене велике количине руде олова и цинка, при чему је, поред основних метала, добијено и пар хиљада тона пратећих метала: сребра, бизмута и кадмијума, као и извесне количине злата.
Четврти разлог је изразито пропагандног карактера, надовезује се на претходни и своди се на пропагандни стереотип: "Сироте етничке Албанце експлоатишу Срби, а "њихова" територија је прави Елдорадо - могли би од 'својих' рудних богатстава да живе као што се живи од нафте на Блиском истоку".
Пети разлог је настојање да се митом о рудном богатству Космета подстакне интерес великих (мултинационалних) компанија за евентуална будућа ангажовања њиховог капитала, а у садашњем тренутку да оне подрже војну агресију.
Шести разлог је покушај да се митом о рудном благу Космета замагле и макар привремено прикрију прави стратешки циљеви САД и разлози агресије НАТО.